# Prigradina
Prigradina este un sat din comuna Nikšić, Muntenegru. Conform datelor de la recensământul din 2003, localitatea are 55 de locuitori (la recensământul din 1991 erau 93 de locuitori).

## Demografie
În satul Prigradina locuiesc 44 de persoane adulte, iar vârsta medie a populației este de 41,6 de ani (37,6 la bărbați și 46,0 la femei). În localitate sunt 19 gospodării, iar numărul mediu de membri în gospodărie este de 2,89.
Populația localității este foarte eterogenă.
|  |

| Demografie | Demografie | Demografie |
| An         | Locuitori  | Locuitori  |
| ---------- | ---------- | ---------- |
|            |            |            |
|            |            |            |
|            |            |            |
|            |            |            |
| 1948       | 189        |            |
| 1953       | 211        |            |
| 1961       | 201        |            |
| 1971       | 162        |            |
| 1981       | 131        |            |
| 1991       | 93         | 91         |
| 2003       | 56         | 55         |

| \| Componența etnică conform recensământului din 2003[2] \| Componența etnică conform recensământului din 2003[2] \| Componența etnică conform recensământului din 2003[2] \| Componența etnică conform recensământului din 2003[2] \| Componența etnică conform recensământului din 2003[2] \| \| ----------------------------------------------------- \| ----------------------------------------------------- \| ----------------------------------------------------- \| ----------------------------------------------------- \| ----------------------------------------------------- \| \| \| \| \| \| \| \| Sârbi \| Sârbi \| \| 30 \| 54,54% \| \| Muntenegreni \| Muntenegreni \| \| 25 \| 45,45% \| \| necunoscută \| necunoscută \| \| 0 \| 0% \| |              |  |    |        |
| Componența etnică conform recensământului din 2003 |              |  |    |        |
| |              |  |    |        |
| Sârbi | Sârbi        |  | 30 | 54,54% |
| Muntenegreni | Muntenegreni |  | 25 | 45,45% |
| necunoscută | necunoscută  |  | 0  | 0%     |

## Literatura
- Momčilo S. Mićović:Prigradina u vremenu i prostoru, Beograd 2007